# Rosemead, California
Rosemead là một thành phố trong Quận Los Angeles, California, Hoa Kỳ. Theo điều tra dân năm 2010, thành phố có dân số là 53.764. Rosemead là một phần của một nhóm các thành phố, cùng với Arcadia, Temple City, Monterey Park, San Marino và San Gabriel, ở phía tây San Gabriel Valley với dân số gốc châu Á đang phát triển. Tại đây từng có một thị trưởng Người Mỹ gốc Việt là John Trần.

## Thành phố kết nghĩa
- Cơ Long, Đài Loan
- Zapopan, Jalisco, Mexico